# Maja Schöne
Maja Schöne (* 1976 in Stuttgart) ist eine deutsche Schauspielerin.

## Leben und Werk
Nach dem Abitur und einem Praktikum an einer kleinen Stuttgarter Bühne und einer Regiehospitanz beschloss sie, Schauspielerin zu werden. 1997 begann sie ein Studium an der Westfälischen Schauspielschule Bochum, das sie im Jahr 2001 abschloss. Daneben spielte sie am Schauspielhaus Bochum. Ihr erstes Theaterengagement nach dem Studium erhielt sie ab Februar 2001 am Deutschen Schauspielhaus Hamburg. An dieser Spielstätte trat sie in diversen Rollen auf, so als Amalia in Schillers Räuber und als Gretchen in Jan Bosses Inszenierung des Faust I. Für ihre Rolle in Jan Bosses Roberto Zucco erhielt sie 2002 den Nachwuchsförderpreis der Freunde des Deutschen Schauspielhauses.
Von 2007 bis 2009 spielte sie am Schauspiel Köln, als erstes die Brunhild in Friedrich Hebbels Die Nibelungen. Für diese Rolle erhielt sie beim Theaterfestival NRW die Auszeichnung als beste Darstellerin. Seit 2009 hat sie ein Engagement am Thalia Theater in Hamburg.
Ihr Kameradebüt feierte sie 2001 in Isabel Kleefelds ARD-Produktion Schluss mit lustig!, gefolgt von regelmäßigen Arbeiten für Film und Fernsehen. 2004 folgte ihr Kinodebüt in Mark Schlichters Film Cowgirl neben Alexandra Maria Lara, der ihr eine Nominierung für den Undine Award einbrachte. Von 2008 bis 2013 spielte sie in den Stuttgarter Folgen der Krimireihe Tatort die Frau des Ermittlers Bootz. 2011 war sie in der Hauptrolle von Brigitte Berteles Film Der Brand als Vergewaltigungsopfer auf der Suche nach Vergeltung zu sehen; für diese Rolle erhielt sie 2013 auf der Berlinale den Deutschen Schauspielerpreis als beste Hauptdarstellerin.
Von 2017 bis 2020 spielte sie in der Netflix-Produktion Dark die Rolle der Hannah Kahnwald.

## Filmografie (Auswahl)
- 2001: Schluss mit lustig!
- 2003: Großstadtrevier (Fernsehserie, Folge: Tod einer alten Dame)
- 2004: Cowgirl
- 2004: Der Traum vom Süden
- 2005: Tatort: Im Alleingang
- 2006: Stubbe – Von Fall zu Fall: Verhängnisvolle Freundschaft
- 2007: Polizeiruf 110: Dunkler Sommer
- 2008: Buddenbrooks
- 2008: 1. Mai – Helden bei der Arbeit
- 2009: Zarte Parasiten
- 2009: Wanna Be (Kurzfilm)
- 2009: Summertime Blues
- 2009: Tatort: Oben und unten
- 2010: KDD – Kriminaldauerdienst – Chancen
- 2011: Polizeiruf 110: Feindbild
- 2011: Der Brand
- 2012: Stralsund – Blutige Fährte
- 2013: Bella Block: Hundskinder
- 2014: Sternstunde ihres Lebens
- 2015: Blochin – Die Lebenden und die Toten (TV-Miniserie, 4 Folgen)
- 2017: Neu in unserer Familie (Zweiteiliger TV-Film)
- 2017–2020: Dark (Fernsehserie, 26 Folgen)
- 2019: Blochin – Das letzte Kapitel (Fernsehfilm)
- 2019: Eine fremde Tochter
- 2022: Der Mann der die Welt aß
- 2023: Polizeiruf 110: Ronny
- 2023: Unbestechlich (Fernsehfilm)

### Tatort (Fernsehreihe) (als Julia Bootz)
- 2008: Hart an der Grenze
- 2008: In eigener Sache
- 2009: Tödliche Tarnung
- 2009: Das Mädchen Galina
- 2009: Altlasten
- 2010: Blutgeld
- 2010: Die Unsichtbare
- 2011: Grabenkämpfe
- 2011: Das erste Opfer
- 2012: Scherbenhaufen
- 2012: Tote Erde
- 2013: Spiel auf Zeit
- 2015: Preis des Lebens
- 2020: Du allein

## Hörspiel und Feature (Auswahl)
- 2011: David Zane Mairowitz: Marlov und der Alfa Spider – Regie: Jörg Schlüter (Hörspiel – WDR)
- 2012: Ulrich Land: Jede Wette – Regie: Ulrich Lampen (Feature – NDR)
- 2013: Andreas Maus und Karmen Frankl: Die Nokia-Karawane – Regie: Karmen Frankl (Feature – WDR)
- 2019: Maryam Zaree: Kluge Gefühle. Flucht aus Syrien – Regie: Andrea Getto (Hörspiel – NDR)
- 2021: John Steinbeck: Jenseits von Eden – Regie: Christiane Ohaus (Hörspiel in acht Teilen – NDR)
- 2023: Castle Freeman: Der Klügere lädt nach – Regie: Irene Schuck (Hörspiel – SWR)
- 2023: Castle Freeman: Herren der Lage – Regie: Silke Hildebrandt (Hörspiel – SWR)
- 2023: Gesine Schmidt: Digital Afterlife. Für immer und dich – Regie: Jörg Schlüter (Hörspiel – WDR)[6]

## Auszeichnungen
- 2002: Nachwuchsförderpreis der Freunde des Deutschen Schauspielhauses
- 2008: Beste Darstellerin beim Theaterfestival NRW
- 2011: German Independence Award – Hervorragende schauspielerische Leistung beim Internationalen Filmfest Oldenburg für Der Brand
- 2013: Deutscher Schauspielerpreis (Beste Schauspielerin Hauptrolle für Der Brand)
- 2017: Theaterpreis Hamburg – Rolf Mares für ihre Darstellung der Nana in Geld am Thalia Theater